# Thomas Schediwie
Thomas Schediwie (* 1954) ist ein deutscher Radsporttrainer.

## Leben
Der aus Stralsund stammende Schediwie wurde als Aktiver DDR-Radsport-Jugendmeister im Querfeldein.
Er studierte an der Deutschen Hochschule für Körperkultur in Leipzig. Ab 1976 war er beim Armeesportklub Frankfurt/Oder als Radsporttrainer tätig und damals der jüngste Klubtrainer der Deutschen Demokratischen Republik. Er arbeitete bis 1992 in Frankfurt/Oder.
Ab Herbst 2002 arbeitete er mit Andreas Klöden zusammen, im Januar 2008 kam es zur Trennung. Unter Schediwies Anleitung wurde Klöden 2004 und 2006 Zweiter der Tour de France. Schützlinge Schediwies waren neben anderen auch André Kluge, Thomas Schnelle, Hubert Denstedt, Steffen Wesemann, Stephan Schreck, Lado Fumić und Manuel Fumic, Marc Gölz, Ralph Näf, Daniel Musiol, Björn Thurau, Falk Boden und Ronny Lauke.
Später war Schediwie bis Jahresende 2016 als Landestrainer für den Badischen Radsport-Verband tätig und betreute die Mountainbiker.